# Eleoscytalopus indigoticus
Eleoscytalopus indigoticus là một loài chim trong họ Rhinocryptidae.